# Stjärnorps socken
Stjärnorps socken i Östergötland ingick i Gullbergs härad (före 1889 även del i Finspånga läns härad och före 1870 del i Åkerbo härad), ingår sedan 1971 i Linköpings kommun och motsvarar från 2016 Stjärnorps distrikt.
Socknens areal är 145,91 kvadratkilometer, varav 113,83 land. År 2000 fanns här 724 invånare. Stjärnorps slott med sockenkyrkan Stjärnorps kyrka ligger i socknen. 

## Administrativ historik
Stjärnorps socken bildades 1810 genom en utbrytning ur Vreta klosters socken.
Före 1870 men ännu 1860 låg en del av jordabokssocknen i Östra Hargs socken i Åkerbo härad, för att senast 1870 överförts till Gullbergs härad: 1/8 mantal Christersbäck jämte Åkerbo härads allmänning. Före 1889 hörde en del av socknen till Finspånga läns härad (Hällestads och Tjällmo tingslag) för att då överföras till Gullbergs härad, Finspångalänsdelen utgjordes av: Axhult, Bryttjorp, Elmesbo, Häggetorp, Pukhult, Rådsla och Slumperhult. Den del av Östra Hargs socken, som låg norr om Roxen, omfattande cirka 13 kvadratkilometer berglänt skogsområde, överfördes 1928 till Stjärnorps socken.
Vid kommunreformen 1862 övergick socknens ansvar för de kyrkliga frågorna till Stjärnorps församling och för de borgerliga frågorna till Stjärnorps landskommun. Landskommunen inkorporerades 1952 i Vreta klosters landskommun och ingår sedan 1971 i Linköpings kommun. Församlingen uppgick 2010 i Vreta klosters församling.
1 januari 2016 inrättades distriktet Stjärnorp, med samma omfattning som församlingen hade 1999/2000. 
Socknen har tillhört samma fögderier och domsagor som socknens härader.  De indelta soldaterna tillhörde  Första livgrenadjärregementet, Vreta Klosters kompani.

## Geografi
Stjärnorps socken ligger norr om Roxen. Socknen är en kuperad skogsbygd med odlingsbygd intill sjön.

## Fornlämningar
Kända från socknen är spridda gravar, en domarring, stensättningar och två fornborgar från järnåldern.

## Namnet
Namnet (1535 Skernetorp) kommer från slottet. Förleden är ånamnet Skärna från skerna, 'skåra', godset ligger vid Stjärnetorpsåns djupt nedskurna lopp. Efterleden är torp, 'nybygge'.

### Fotnoter
1. 1 2  Svensk Uppslagsbok andra upplagan 1947–1955: Stjärnorp socken
2. 1 2  Harlén, Hans; Harlén Eivy (2003). Sverige från A till Ö: geografisk-historisk uppslagsbok. Stockholm: Kommentus. Libris 9337075. ISBN 91-7345-139-8
3. ↑  Kyrkoarkivet för  Stjärnorps socken – Nationella arkivdatabasen, Riksarkivet
4. ↑  ”Församlingar”. Statistiska centralbyrån. https://www.scb.se/hitta-statistik/regional-statistik-och-kartor/regionala-indelningar/forsamlingar/. Läst 30 december 2022.
5. ↑  Administrativ historik för Stjärnorp socken (Klicka på församlingsposten). Källa: Nationella arkivdatabasen, Riksarkivet.
6. 1 2  Sjögren, Otto (1931). Sverige geografisk beskrivning del 2 Östergötlands, Jönköpings, Kronobergs, Kalmar och Gotlands län. Stockholm: Wahlström & Widstrand. Libris 9939
7. 1 2  Nationalencyklopedin
8. ↑  ”Karta över Gullbergs härad, 1869”. Arkiverad från originalet den 13 april 2018. https://web.archive.org/web/20180413082117/https://kartavdelningen.sub.su.se/images/Ek/E/E-Gullberg/openlayers.html. Läst 13 april 2018.
9. ↑  Fornlämningar, Statens historiska museum: Stjärnorps socken
10. ↑  Fornminnesregistret, Riksantikvarieämbetet: Stjärnorps socken Fornminnen i socknen erhålls på kartan genom att skriva in sockennamn (utan "socken") i "Ange geografiskt område"
11. ↑  Mats Wahlberg, red (2003). Svenskt ortnamnslexikon. Uppsala: Institutet för språk och folkminnen. Libris 8998039. ISBN 91-7229-020-X. https://isof.diva-portal.org/smash/get/diva2:1175717/FULLTEXT02.pdf